# 千手院派
千手院派（せんじゅいんは）は、平安時代の後期、あるいはさらに以前に興ったと考えられる大和国の日本刀刀工の一派で五箇伝のうち大和伝に属する。

## 千手院一派の概要
千手院派の刀鍛冶達は、大和国奈良の東大寺に隷属する僧形の承仕法師であり、もっぱら東大寺の僧兵達のために鍛刀を行なっていたという。若草山麓の千手谷で鍛刀していたが、同地に千手観音を本尊とする千手院堂が所在していたため、それがそのまま派号となった。大和国の他の刀工流派である手掻・当麻・保昌・尻懸とともに、大和五派と呼ばれるが、その中でも最古の流派であるとされる。

## 作風の特徴
- 造り込み - 腰反りで踏ん張りが強く、小鋒でこころもち猪首風となる。
- 地鉄 - 板目に流れ柾が混じり細かな地沸つく。
- 刃文 -　焼幅の狭い直刃調に小乱れが混じる。

## 著名刀工及び作品
大和物の例に漏れず無銘の作が非常に多い。特に、時代の上がる古千手院の在銘は皆無であり、かつての徳川家をはじめとする諸侯の蔵刀中でも、在銘正真のものはみられなかったという。今村長賀も、「古千手院で在銘のものをひと目みたいと長年探しているが駄目だ」と長歎していたという。鎌倉期までの作は無銘、在銘問わず少ないものの、南北朝期を下る作品は相当数現存している。
国宝
- 大太刀 銘貞治五年丙午千手院長吉（大山祇神社）

重要文化財
- 太刀 銘力王（栃木県足利市鶏足寺）
- 三鈷柄剣（さんこづかけん） 銘重吉入道作　元亨二二正月七阿闍利頼宣 （所在不明）

重要美術品
- 太刀 銘　「康重」
- 太刀 銘不明　伝千手院義弘

特別重要刀剣
- 太刀 無銘　伝古千手院

その他、名前だけが知られているものに、行信、重弘、行正、現存作があるものに、重行、義弘、國吉、などがある。